# Anzère
 (février 2022).

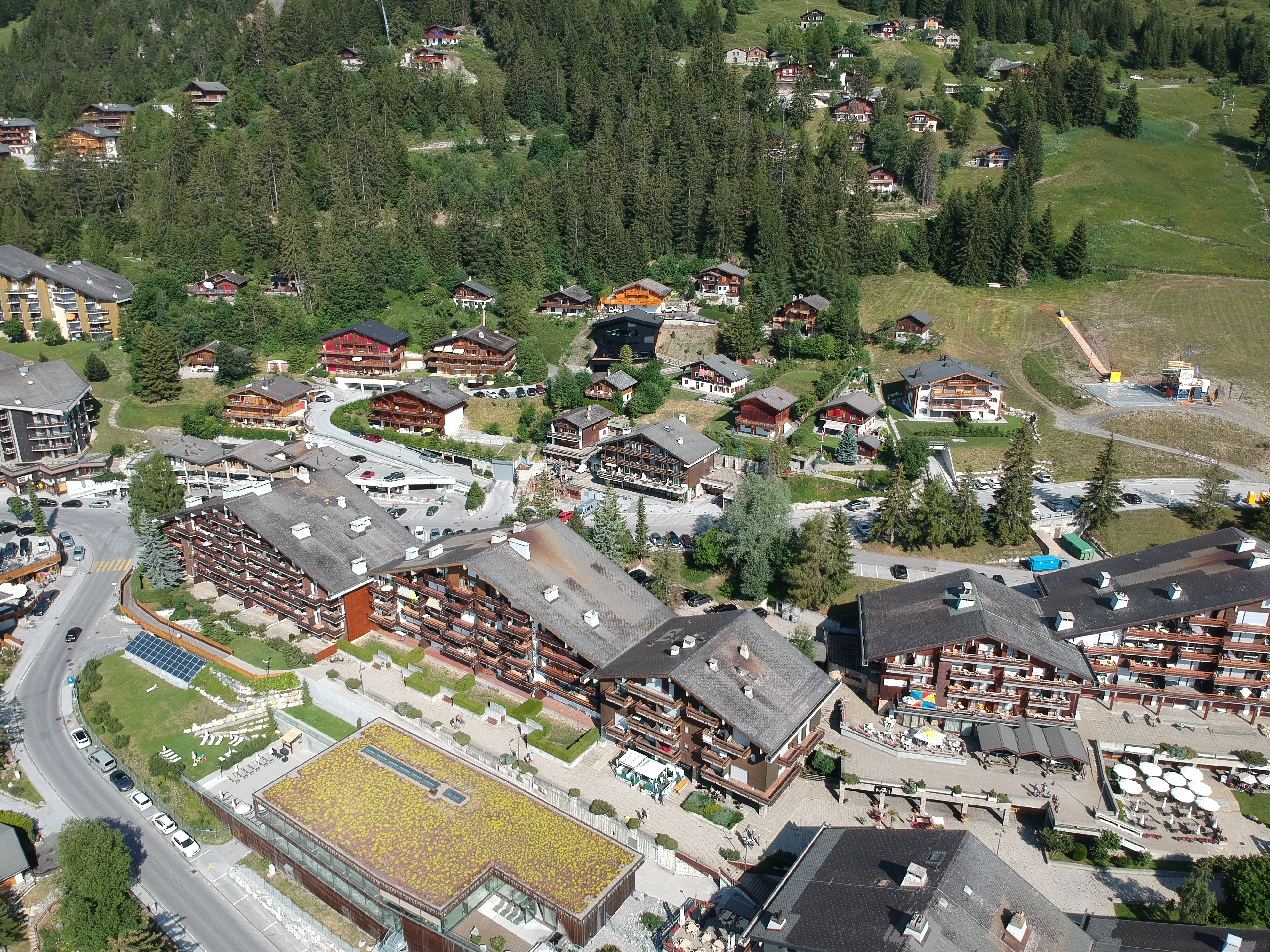
Vue aérienne d'Anzère avec, en bas de la photographie et légèrement sur la gauche, le spa.

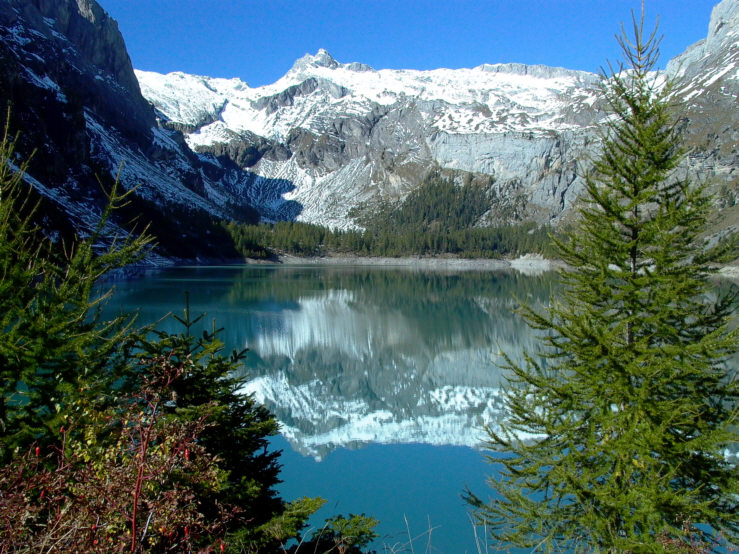
Vue sur le lac du barrage de Tseuzier.

Anzère est un village de la commune d'Ayent dans le canton du Valais, situé en Suisse.
Possédant un domaine skiable de 58 kilomètres de pistes, le village abrite en outre depuis 2011 un spa.

## Description

### Généralités
Le cœur du village, espace piéton entouré de quelques-uns des premiers immeubles de la station, abrite la majorité des magasins, des restaurants et des cafés.
À l'ouest de la place principale du village, se trouvent le bâtiment de l'ancienne poste, des commerces ainsi que le départ de la télécabine.

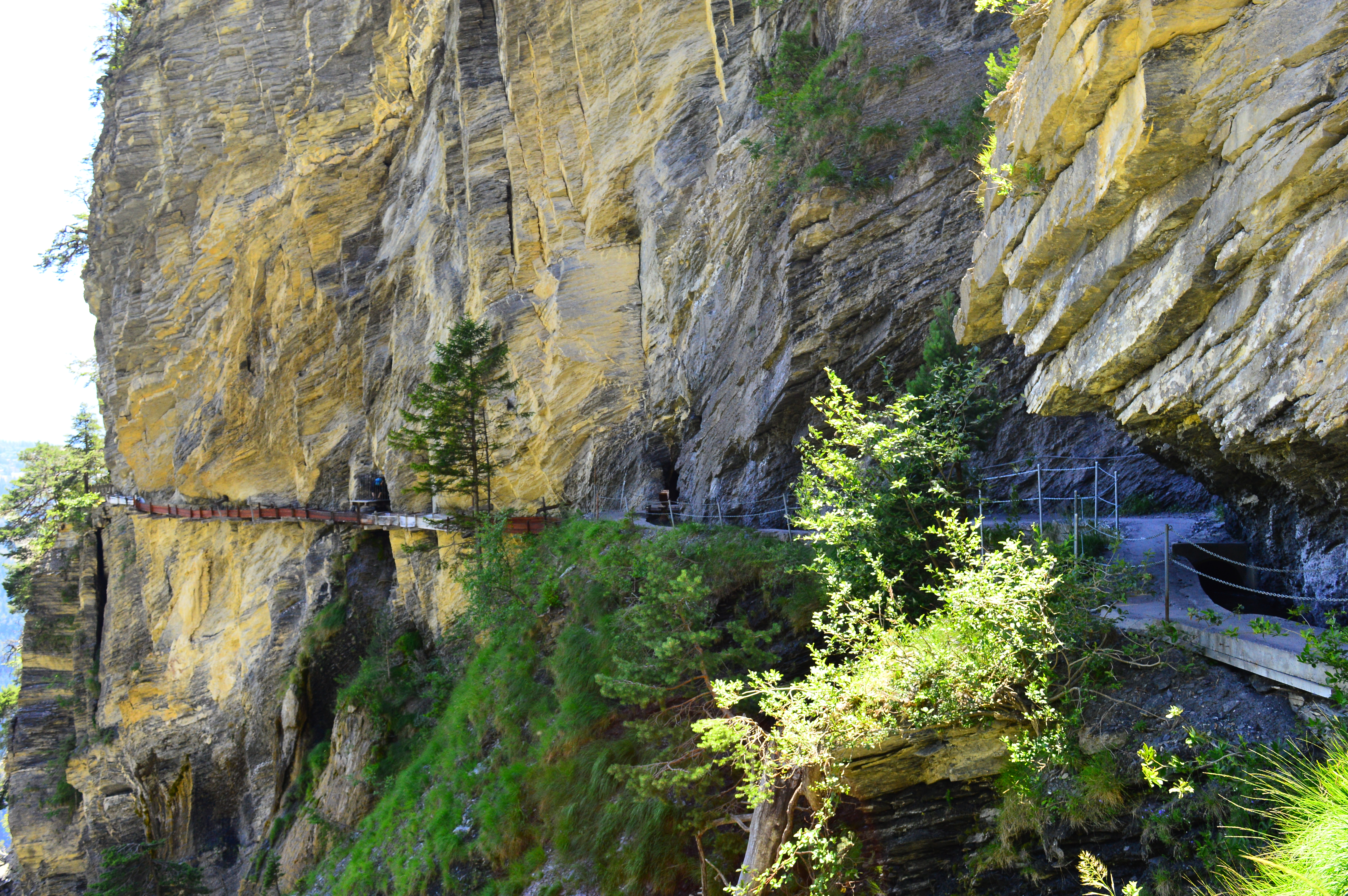
Bisse d'Ayent à proximité d'Anzère.

Le centre géographique, l'est et le sud du village sont eux principalement constitués de chalets et d'immeubles.
Anzère compte environ 500 habitants permanents, mais peut en compter jusqu'à 8 000 en haute saison.
Les habitants du village se nomment les Anzérois.

### Chapelle
La chapelle d'Anzère est consacrée à saint Jean Baptiste.
Les messes y ont habituellement lieu tous les samedis à 18 heures.

### Hôtels
Le village possède quatre hôtels: l'Appart'Hôtel & Résidence Eden, l'Hôtel Restaurant de la Poste, l'Hôtel du Zodiaque et l'Hôtel des Masques.
À quelques minutes en voiture d'Anzère, au lieu-dit Les Flans, se situe par ailleurs un complexe, le Woodland Village, composé de petits chalets privatifs de vacances et d'un camping.

### Centrale de chauffage à bois
Selon le site internet de la station, Anzère dispose de la plus grande centrale de chauffage à bois d’Europe.
Grâce à cette centrale, la majeure partie des immeubles ainsi que le spa de la station sont chauffés à l'aide de granulé de bois.

### Sommets à proximité
- Wildhorn (3250 mètres)
- Six des Eaux Froides (2905 mètres)
- Sex Rouge (2893 mètres)
- Pierre de la Motte (2757 mètres)

## Histoire
L'emplacement actuel du village, dont la création date de la fin des années 1950, était à l'origine un alpage intermédiaire.
En 1957 furent ouvertes les premières épiceries. L'année suivante, le conseil communal de la commune d'Ayent étudia la possibilité de développer ce qui allait devenir le village d'Anzère.

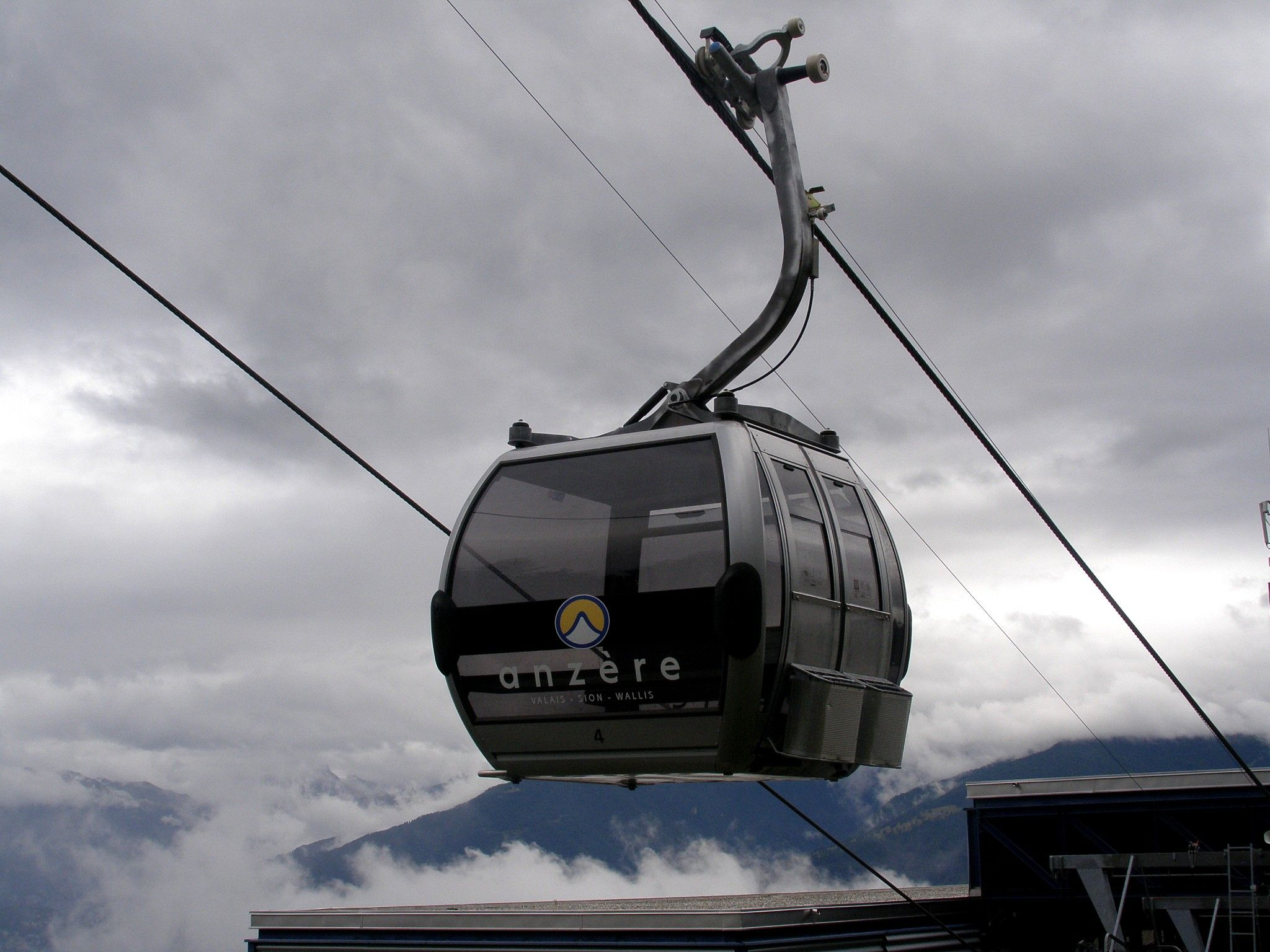
Télécabine d'Anzère.

Ainsi, les années 1960 et 1970 virent la construction des premiers téléskis, de chalets de vacances, de routes, d'immeubles, de commerces, d'hôtels et de l'unique télécabine de la station. En l'espace d'une vingtaine d'années, Anzère devint, alors que le village n'était qu'une étendue de prairies et d'alpages, une station touristique de sports d'hiver et d'été.
À ces constructions et autres structures furent joints, au fil du temps, des courts de tennis ainsi que, en 1992, une chapelle.

## Activités
La commune possède une patinoire, située sur la place principale du village, et, non loin de l'arrivée de la télécabine, une cascade de glace pour les amateurs de grimpe.

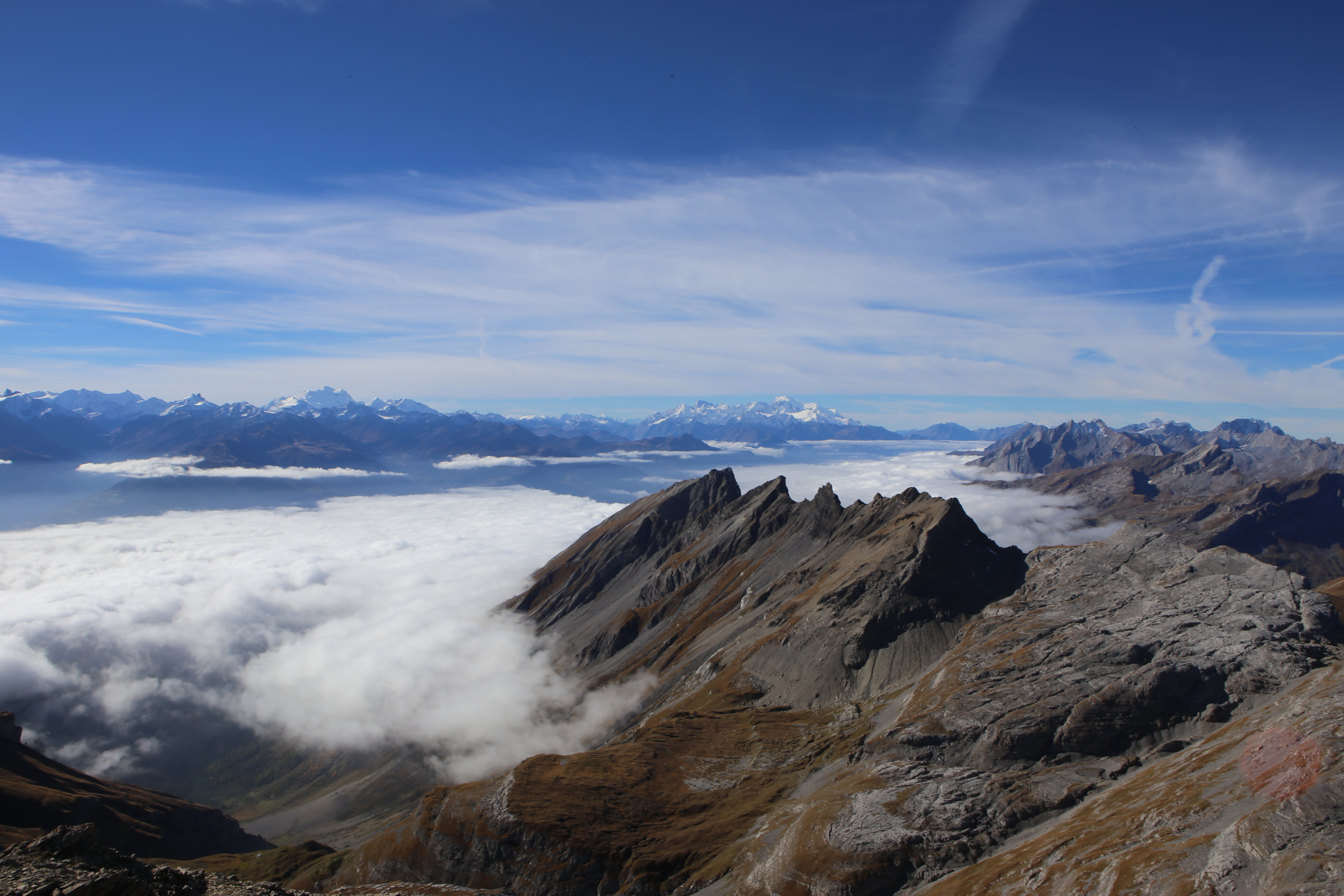
Vue depuis le sommet du Sex Rouge.

### Course de côte Ayent-Anzère
Chaque année, à la fin du mois de juillet, a lieu la Course de Côte Ayent-Anzère, course automobile dont le parcours, long de 3,5 kilomètres, débute à Saxonne et finit au sud de la station anzéroise.

## Personnalités liées
- Thierry Jacquillat (1938-2010), homme d'affaires français et ancien DG de Pernod Ricard.
- Guy Roux, entraîneur de football français.
- Bernie Constantin (né en 1947), musicien et chanteur suisse.

## Anecdotes

### Arts

#### Littérature
Une partie du roman d'Alessandro Piperno, Persécution, se déroule à Anzère, où le personnage principal loue un chalet tous les hivers.

### Sport

#### Football

##### Guy Roux
L'entraîneur de football Guy Roux, à la tête de l'AJ Auxerre puis du RC Lens, se rendit durant quatorze saisons en camp de préparation à Anzère avec ses équipes.